# Liste des évêques de Spire

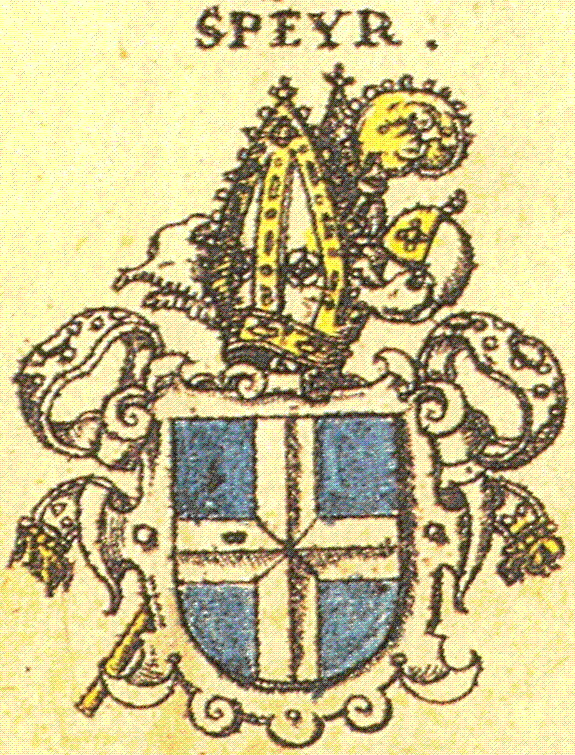
Armes de diocèse de Spire d’après l'armorial (Wappenbuch) de Siebmacher (1605).

Cet article est une liste des évêques de la principauté épiscopale de Spire puis du diocèse de Spire.
| Nom                                                 | De           | À             |
| --------------------------------------------------- | ------------ | ------------- |
| Jesse (de)                                          | vers 346     |               |
| Hildericus (de)                                     | vers 613     |               |
| Athanasius                                          | 610          | 650           |
| Principius (de)                                     | 650          | 659           |
| Dragobodo (de)                                      | 659          | 700           |
| Othon (de)                                          | 700          | 709           |
| Siegwin Ier (de)                                    | 709          | 725           |
| Luido (de)                                          | 725          | 743           |
| David (de)                                          | 743          | 760           |
| Basinus                                             | 760          | 775           |
| Siegwin II                                          | 775          | 802           |
| Othon Ier                                           | 802          | 810           |
| Fraido (de)                                         | 810          | 814           |
| Benoît                                              | 814          | 828 ou 830    |
| Bertin ou Hertinus                                  | 828 ou 830   | 845 ou 846    |
| Gebhard Ier (de)                                    | 845 ou 847   | 880           |
| Goddank                                             | 881          | 895 ou 898    |
| Einhard ou Eginhard                                 | 895 oder 898 | 913           |
| Bernard                                             | 914          | 922           |
| Amalrich                                            | 913 ou 923   | 943           |
| Reginwalt Ier (de), ou Reginhard                    | 943 ou 944   | 950           |
| Gottfried Ier                                       | 950          | 960           |
| Otgar                                               | 960          | 970           |
| Balderich (de)                                      | 970          | 987           |
| Ruprecht                                            | 987          | 1004          |
| Walther (de)                                        | 1004         | 1031          |
| Siegfried Ier                                       | 1031         | 1032          |
| Reinher, ou Reginher                                | 1032         | 1033          |
| Reginhard II von Dillingen (de), ou Reginbald       | 1033         | 1039          |
| Sigbodo Ier (de), ou Siegbodo                       | 1039         | 1051          |
| Arnold Ier von Falkenberg (de)                      | 1051         | 1056          |
| Conrad Ier                                          | 1056         | 1060          |
| Eginhard II von Katzenelnbogen (de)                 | 1060         | 1067          |
| Henri von Scharfenberg (de)                         | 1067         | 1072 ou 1073  |
| Rüdiger Hutzmann (Hußmann?)                         | 1073         | 1090          |
| Johann Ier von Kraichgau (de)                       | 1090         | 1104          |
| Gebhard II d'Urach (de)                             | 1105         | 1107 († 1110) |
| Brunon de Sarrebruck                                | 1107         | 1123          |
| Arnold II de Linange (de)                           | 1124         | 1126          |
| Siegfried II von Wolfsölden (de)                    | 1127         | 1146          |
| Günther von Henneberg (de)                          | 1146         | 1161          |
| Ulrich Ier von Dürrmenz (de)                        | 1161         | 1163          |
| Gottfried II                                        | 1164         | 1167          |
| Rabodon von Lobdaburg (de)                          | 1167         | 1176          |
| Conrad II                                           | 1176         | 1178          |
| Ulrich II von Rechberg (de)                         | 1178         | 1187          |
| Othon II von Henneberg (de)                         | 1187         | 1200          |
| Conrad III de Scharfenberg                          | 1200         | 1224          |
| Beringer von Entringen (de)                         | 1224         | 1232          |
| Conrad IV von Dahn (de)                             | 1233         | 1236          |
| Konrad von Eberstein (de)                           | 1237         | 1245          |
| Henri de Linange                                    | 1245         | 1272          |
| Friedrich von Bolanden                              | 1272         | 1302          |
| Sigibodon II von Lichtenberg (de), ou Siegbodon     | 1302         | 1314          |
| Emich de Linange, ou Emicho                         | 1314         | 1328          |
| Berthold II de Bucheck                              | 1328         | 1328          |
| Walram von Veldenz (de)                             | 1328         | 1336          |
| Baudouin de Luxembourg (Administrateur apostolique) | 1332         | 1336          |
| Gerhard von Ehrenberg (de)                          | 1336         | 1363          |
| Lambert de Buren                                    | 1364         | 1371          |
| Adolf Ier de Nassau                                 | 1371         | 1388          |
| Nicolas Ier de Wiesbaden (de)                       | 1388         | 1396          |
| Raban de Helmstatt                                  | 1396         | 1438          |
| Reinhard von Helmstatt (de)                         | 1438         | 1456          |
| Siegfried III von Venningen (de)                    | 1456         | 1459          |
| Johann II Nix von Hoheneck (de), gen. Enzenberger   | 1459         | 1464          |
| Matthias von Rammung (de)                           | 1464         | 1478          |
| Ludwig von Helmstatt (de)                           | 1478         | 1504          |
| Philipp Ier von Rosenberg (de)                      | 1504         | 1513          |
| Georges du Palatinat (de)                           | 1513         | 1529          |
| Philipp II von Flersheim (de)                       | 1529         | 1552          |
| Rudolf von und zu Frankenstein (de)                 | 1552         | 1560          |
| Marquard von Hattstein (de)                         | 1560         | 1581          |
| Eberhard von Dienheim (de)                          | 1581         | 1610          |
| Philipp Christoph von Sötern                        | 1610         | 1652          |
| Lothaire-Frédéric de Metternich-Bourscheid          | 1652         | 1675          |
| Johann Hugo von Orsbeck                             | 1675         | 1711          |
| Henri-Hartard de Raville                            | 1711         | 1719          |
| Hugo Damian von Schönborn-Buchheim                  | 1719         | 1743          |
| Franz Christoph von Hutten zum Stolzenberg          | 1743         | 1770          |
| Damian August Philipp Karl von Limburg-Stirvers     | 1770         | 1797          |
| Philipp Franz Wilderich Nepomuk von Walderdorf (de) | 1801         | 1802 († 1810) |
| vacance du siège épiscopal                          | 1802         | 1818          |
| Sécularisation et partition du diocèse              | 1803         |               |
| Nouvelle partition du diocèse                       | 1816         |               |
| Matthäus Georg von Chandelle (de)                   | 1818         | 1826          |
| Johann Martin Manl                                  | 1826         | 1835          |
| Peter von Richarz                                   | 1835         | 1836          |
| Johannes von Geissel                                | 1836         | 1842          |
| Nikolaus von Weis (de)                              | 1843         | 1869          |
| Konrad Reither (de)                                 | 1870         | 1871          |
| Daniel Bonifaz von Haneberg                         | 1872         | 1876          |
| Joseph Georg von Ehrler (de)                        | 1878         | 1905          |
| Konrad von Busch (de)                               | 1905         | 1910          |
| Michael von Faulhaber                               | 1910         | 1917          |
| Ludwig Sebastian (de)                               | 1917         | 1943          |
| Josef Wendel                                        | 1943         | 1952          |
| Isidor Markus Emanuel (de)                          | 1953         | 1968          |
| Friedrich Wetter                                    | 1968         | 1982          |
| Anton Schlembach                                    | 1983         | 2007          |
| Karl-Heinz Wiesemann                                | 2008         |               |